# 논스톱 시리즈
논스톱 시리즈는 MBC에서 2000년 5월 15일부터 2005년 10월 21일까지 방영한 청춘 시트콤 시리즈물이다.
청춘 시트콤 《가문의 영광》의 부진으로 인해 조기 조영되자 청춘 이야기보다는 가족 시트콤으로 방향을 틀어 시작한 《논스톱》 역시 부진하자 50회만에 조기 종영되었다. 그리하여 새로운 시트콤을 표방한다는 뜻으로 앞에 ‘뉴’을 붙여 새롭게 청춘 시트콤으로 탈바꿈했으며 대성공을 이루고, 그 힘을 입어 시즌 5까지 계속해서 시즌이 이어진다. 또한 KBS 《학교 시리즈》와 마찬가지로 많은 신인 배우를 발굴했으며, 여기서 많은 스타가 탄생하게 된다.

## 시리즈 목록
| 시즌    | 제목          | 방송 기간                          | 방송 횟수 |
| ------- | ------------- | ---------------------------------- | --------- |
| 1       | 《논스톱》    | 2000년 5월 15일 ~ 2000년 7월 28일  | 50부작    |
| 2       | 《뉴 논스톱》 | 2000년 7월 31일 ~ 2002년 5월 17일  | 422부작   |
| 3       | 《논스톱 3》  | 2002년 5월 20일 ~ 2003년 9월 9일   | 301부작   |
| 4       | 《논스톱 4》  | 2003년 9월 15일 ~ 2004년 9월 24일  | 251부작   |
| 5       | 《논스톱 5》  | 2004년 10월 4일 ~ 2005년 10월 21일 | 257부작   |
| 총 횟수 | 총 횟수       | 총 횟수                            | 1,281부작 |